# 치앙라이 유나이티드 FC
치앙라이 유나이티드 풋볼 클럽(태국어: สโมสรฟุตบอล เชียงราย ยูไนเต็ด)은 태국 북부의
치앙라이 주를 연고지로 하는 축구 클럽으로, 현재 타이 리그1에 참여하고 있다. 구단의 상징은 장수풍뎅이(태국어: กว่างโซ้งมหาภัย, 꽝소응음하파이)로, 이는 앰블럼에도 잘 나타나있다.

## 역사

### 지역 리그 (2009년)
2009년에 창단하여, 태국 3부 리그급에 해당하는 북부 지역 리그에 참가하였다.

### 프로화 이후 (2010년-2015년)
지역 리그 챔피언십에서 트로피를 석권한 이후, 2부 리그인 타이 디비전 1 리그로 승격하였다. 2010년 2부 리그를 3위로 마감하며, 구단 역사상 최초로 태국 최상위 리그인 타이 리그1로 승격하였다.

### 구단의 성장 (2016년- )
2016년 JARKEN 그룹과 협약을 맺으며, 구단의 브랜드 강화 및 마케팅 전술 강화 그리고 영업과 관리 구조를 강화하였다. 이 후 치앙라이는 프로 구단으로써 한층 성장하였고, 구단 지속성이 강화되었다. 2017년 거액의 스폰서와 협약을 맺으며, 구단을 한층 더 성장시켰다. 이 자금으로 태국 축구 국가대표팀 선수인 톤분 께사랏을 5,000만 밧의 이적료를 지불하며, 태국 축구 역사상 최고액의 이적료로 영입하였다. 또한 반데르, 필리피 아제베두, 엔히키와 같은 비싼 외국인 선수도 영입하였다. 그 결과, 치앙라이 유나이티드는 타이 리그 2017 시즌 34경기 중 18승을 기록하며 4위에 안착하고, 구단 역사상 최초로 다음 시즌 AFC 챔피언스리그에 진출하게 되었다. 또한 구단 역사상 최초로 태국 리그컵에서 준우승을 기록하고, 태국 FA컵에서는 최종 우승까지 거머쥐는 쾌거를 이루어냈다.

## 선수단

### 현재 선수 명단
참고: FIFA 자격 규정에 따라 소속된 국가대표팀 국기를 표시합니다. 선수는 복수의 FIFA 비회원국 국적을 가지고 있을 수 있습니다.
| 번호 | 포지션 | 국적 | 이름                    |
| ---- | ------ | ---- | ----------------------- |
| 1    | GK     | 태국 | 사라논 아누인           |
| 2    | DF     | 태국 | 아팃 다오사왕           |
| 3    | DF     | 태국 | 크리사디 쁘라콥콩       |
| 4    | DF     | 태국 | 삐야퐁 파니차쿨         |
| 5    | DF     |      | 이정문                  |
| 6    | MF     | 태국 | 피티왓 쑥지탐마쿨       |
| 7    | MF     | 태국 | 차이야왓 부란           |
| 9    | MF     |      | 이승원                  |
| 10   | MF     |      | 반데르 루이스 시우바    |
| 14   | MF     | 태국 | 빠톰폴 차로엔라타나피롬 |

| 번호 | 포지션 | 국적 | 이름                                      |
| ---- | ------ | ---- | ----------------------------------------- |
| 16   | FW     | 태국 | 아카라윈 싸와스디                         |
| 18   | GK     | 태국 | 파타라 삐야팟라키티                       |
| 20   | GK     | 태국 | 논트 무앙응암                             |
| 21   | MF     | 태국 | 시바코른 띠아트라쿨                       |
| 22   | DF     | 태국 | 왓차린 누앙프라카이우                     |
| 27   | MF     | 태국 | 타나윗 캄나 (치앙라이 시티 FC로부터 임대) |
| 28   | DF     |      | 이베르통 곤사우베스 사투르니누            |
| 30   | DF     | 태국 | 쑤리야 씽무이                             |
| 36   | DF     | 태국 | 시나팟 리-오                              |

- 비우(불명)
- 제테르송 아우베스 두스 산투스(2021 ~ )

## 역대 감독
| 감독                  | 임기        |
| --------------------- | ----------- |
| 알렉산드레 가마       | 2016 ~ 2018 |
| 피야폰 파니차쿨(대행) | 2019        |
| 피야폰 파니차쿨       | 2024 ~      |

## 우승 기록

### 국내 대회

#### 리그
- 북부 지역 리그

● 우승 (1): 2009

#### 컵
- 태국 FA컵

● 우승 (1): 2017
- 태국 리그컵

● 준우승 (1): 2017